# Das Geheimnis des Abbé X
Das Geheimnis des Abbé X ist ein deutsches Stummfilmdrama aus dem Jahre 1927 von und mit Wilhelm Dieterle.

## Handlung
Seit dem frühzeitigen Tode ihres Gatten lebt die junge Marchesa mit ihrem kleinen Sohn auf ihrem Schloss in St. Lätitia. Des Marcheses Bruder ist der titelgebende Abbé X, der sich der katholischen Kirche als Priester verpflichtet hat. Der Gottesmann hat Zweifel bezüglich der „natürlichen“ Todesart seines Zwillingsbruders und reist aus diesem Grunde nach St. Lätitia, um auf eigene Faust Nachforschungen anzustellen. Der Abbé hat verblüffende Ähnlichkeiten mit dem Toten, und da die Marchesa niemals ihre Liebe zu ihrem verblichenen Gatten verloren hat, droht sie sich nun auch in dessen Bruder zu verlieben. Um diesem unmöglichen Zustand entgegenzuwirken, entschließt sich die Adelige dazu, dem Werben des sehr viel älteren Contes (eines Grafen), nachzugeben und seine Frau zu werden. Ausgerechnet der angereiste, schmucke Abbé soll das ungleiche Paar trauen.
Der Kirchenmann hat derweil Briefe seines Bruders aufgetan, die ihn bezüglich seiner Nachforschungen hellhörig werden lassen. Dann findet er im Schlosskeller auch noch die Leiche seines Bruders. Bald führt ihn die Spur zum Conte, der offensichtlich einen unliebsamen Konkurrenten um die Gunst der Marchesa loswerden wollte. Nach der Eheschließung erhoffte der heruntergekommene Graf, in den Besitz des beträchtlichen Vermögens der Witwe zu gelangen. Ehe der Alte dingfest gemacht werden kann, lässt er das Kind seiner Neugattin durch schurkische Dienstboten entführen und macht sich selbst aus dem Staub. Beim Versuch, dem entführten Jungen, der auf ein Boot verschleppt wurde, nachzusetzen, verliert er das Gleichgewicht, fällt in den See und ertrinkt jämmerlich. Der Abbé rettet den Jungen und gibt ihn der verzweifelten Mutter zurück. Die Details seiner Nachforschungen und deren Ergebnisse bleiben jedoch das Geheimnis des Abbé X.

## Produktionsnotizen
Das Geheimnis des Abbé X entstand zwischen dem 23. September und dem 10. Oktober 1927 und wurde am 8. Dezember desselben Jahres in Berlins Emelka-Palast am Kurfürstendamm uraufgeführt. Der Film besaß eine Länge von 2205 Metern, verteilt auf sechs Akte.
Ernst Stern entwarf die von Erich Grave umgesetzten Filmbauten. Der 25-jährige Dokumentarfilmkameramann Otto Martini gab hier sein Spielfilmdebüt; es sollte sein einziger Stummfilm bleiben.